# André de Witte
André de Witte, né le 31 décembre 1944 à Scheldewindeke près de Gand (Belgique) et décédé le 25 avril 2021 à Salvador de Bahia, au Brésil, était un prêtre du diocèse de Gand, missionnaire Fidei donum au Brésil, où il fut évêque de Ruy Barbosa de 1994 à 2020.

## Biographie

### Jeunesse et formation
Troisième enfant d’Armand et Agnès Delbeke, André est né à Scheldewindeke, près de Gand, le 31 décembre 1944. À la fin  de ses études secondaires il souhaite devenir prêtre diocésain. Cependant, touché par l’appel missionnaire lancé par le pape Pie XII (dans  l’encyclique Fidei donum de 1957) il s’inscrit au Collège d’Amérique latine à Louvain en 1962. C’est de là qu’il fait ses études de philosophie et théologie à l’université catholique de Louvain. Il est ordonné prêtre le 6 juillet 1968, par Leo De Kesel, évêque auxiliaire de Gand. Le jeune prêtre poursuit ensuite des études d’ingénieur agronome à Louvain et obtient son diplôme en 1973.

### Missionnaire au Brésil
Après quelques années de service pastoral à Zwijndrecht, l’abbé de Witte s’envole pour le Brésil en janvier 1976. Comme prêtre Fidei donum il est prêté par son diocèse de Gand au diocèse nouvellement érigé d'Alagoinhas (pt) (dans l’état de Bahia) qui est dirigé par le bénédictin belge, Joseph-Floribert Cornelis. Il y œuvre durant 18 ans, particulièrement dans la paroisse de Inhambupe, très attentif à y développer une pastorale rurale adéquate. Il devient vicaire épiscopal de la région du Sertão (dans le Nordeste brésilien), directeur spirituel des séminaristes, coordinateur diocésain de la pastorale rurale et vicaire général.

### Evêque de Ruy Barbosa
En 1994 le pape Jean-Paul II appelle Dom André de Witte à devenir l’évêque de Ruy Barbosa. Il est ordonné évêque le 28 août 1994 dans sa paroisse d’Inhambupe par le cardinal Lucas Moreira Neves, qui est assisté par l’évêque de Gand, Arthur Luysterman, comme co-consécrateur. Comme devise épiscopale il choisit : « Cristo sempre ».
Comme membre de la Conférence nationale des évêques du Brésil, André de Witte est très actif dans son service pastoral des migrants (1995-2003). Durant l’année jubilaire 2000 son diocèse est jumelé avec son diocèse d’origine, Gand en Belgique.  Il est fort engagé dans la préparation des Journées mondiales de la jeunesse [JMJ] qui ont lieu à Rio de Janeiro en été 2013. Des jeunes du diocèse de Gand sont reçus dans le diocèse de Ruy Barbosa pour une semaine d’insertion pastorale avant les JMJ.  
Son engagement social est connu. Lors de l’élection présidentielle de 2018, André de Witte met en garde ses fidèles de ne pas voter pour ceux qui ne se « préoccupent que de leur propre image et non du bien-être de la population et des problèmes urgents tels que le logement et les droits du travail ».

### Démission et décès
Atteint par la limite d’âge Dom de Witte donne sa démission qui est acceptée par le pape François le 15 avril 2020. Son successeur à Ruy Barbosa est Dom Estevam dos Santos Silva Filho.  Dom de Witte reste cependant dans le Nordeste brésilien, au service de l’évangélisation et de la pastorale sociale. Il meurt à Salvador de Bahia le 25 avril 2021. Il avait 76 ans.